# Allantodia pinnatifido-pinnata
Allantodia pinnatifido-pinnata là một loài thực vật có mạch trong họ Woodsiaceae. Loài này được (Hook.) Ching miêu tả khoa học đầu tiên năm 1964.